# 乔治·凯南
喬治·凱南（英語：George Frost Kennan，1904年2月16日—2005年3月17日），美國国家政策顾问、外交家和歷史學家、普利策历史獎、阿爾伯特·爱因斯坦和平奖獲得者、冷戰期間圍堵政策始創人。但是後來歷屆總統在冷戰中所執行的政策，背離了他的一開始的主張，使他逐漸放棄了經過改造的圍堵政策。他曾撰寫有關美國與蘇聯之間的關係歷史的著作並演講。
在1940年代末期，他的寫作作品鼓舞了杜魯門主義以及美國外交政策中的對蘇聯“遏制策略”。他在1946年從莫斯科發來的“長電報”，以及1947年文章《蘇聯行為的根源》論證了蘇聯政權的擴張主義而這種影響必須在對美國有戰略意義的領域中被遏制。這些文本為杜魯門政府新的反蘇聯政策提供理由。凱南也在冷戰中的項目以及機構中扮演重要角色，其中最引人注目的是馬歇爾計劃。

## 早年
1904年出生於美國威斯康辛州密爾瓦基。他八歲那年去德國與繼母住在一起，學習德語。1925年畢業于普林斯頓大學，1929年至1931年在柏林大學東方學院開始了他的歷史，政治，文化和俄語課程，後在蘇聯和歐洲國家從事外交工作。
凱南從他的工作中“對俄羅斯事務的興趣日漸增長”。當1933年美國總統富蘭克林·羅斯福當選後，美國開始與蘇聯政權進行正式外交時，肯南陪同威廉·布利特大使前往莫斯科。同時，凱南研究了斯大林的大清洗，這將影響他一生對蘇聯政權內部動力的看法。凱南再次考慮辭職，但決定接受華盛頓國務院的俄羅斯辦事處。凱南從34歲起就開始撰寫回憶錄的初稿，當時他還是一個比較初級的外交官。1938年9月，凱南調任到布拉格使館。在納粹德國佔領捷克後，凱南被分配到柏林。在那裡，他贊同美國的租借法案。之後，他在德國被拘留了六個月。隨後其他軸心國於1941年12月對美國宣戰。
1942年9月，凱南被任命為葡萄牙里斯本的公使館顧問，他勉強地從事了管理情報和基地行動的工作。1943年7月，美國駐里斯本大使伯特·菲什突然去世，凱南成為代辦處和美國駐葡萄牙大使館的負責人。在里斯本期間，肯南對美國海軍和空軍在二戰期間獲得亞速爾群島的使用權中起了決定性作用。最初面對華盛頓的笨拙指示和缺乏協調，凱南主動與富蘭克林·羅斯福總統進行交談，並從總統那裡收到了致葡萄牙總理薩拉查的一封信。這將使亞速爾群島的設施特許權得到釋放。1944年1月，他被派往倫敦，在那裡他擔任歐洲諮詢委員會美國代表團的顧問，該委員會致力於製定盟軍在歐洲的政策。在那裡，肯南對國務院變得更加失望，他認為國務院無視了受過訓練的專家。但是，在開始工作的幾個月內，應蘇聯大使的要求，他被任命為駐莫斯科代表團的副團長。

## 冷戰

### 長電報
在莫斯科，凱南再次感到哈里·杜魯門和華盛頓的決策者忽略了他的觀點。凱南一再試圖說服政策制定者放棄與蘇聯政權的合作計劃。凱南認為，需要在西歐建立一個聯邦，以對抗蘇聯在該地區的影響並與東歐的蘇聯堡壘競爭。
1946年2月22日，任駐蘇聯副館長的喬治·凱南向美國國務院發了一封長達數千字的電報（即著名的「長電報」），對蘇聯的內部社會和對外政策進行了深入分析，提出了最終被美國政府所採納的對付蘇聯的長期戰略，也就是圍堵政策，對20世紀後半葉的世界政治產生了重大影響。
蘇聯的國際行為主要取決於斯大林政權的內部需求。根據凱南的說法，斯大林需要一個敵對的世界才能使他的獨裁統治合法化。因此，斯大林將馬克思列寧主義作為蘇聯本能地對外部世界的恐懼的理據。
1947年和1948年兩年間，喬治凱南在乔治·卡特莱特·马歇尔將軍擔任美國國務卿期間得到重用並對美國的對外政策的行程做出重要貢獻。1949年迪安·古德哈姆·艾奇逊成為美國國務卿之後，他的影響力開始下降。1951年5月31日与6月5日，在艾奇逊的指使下，凯南以私人身份与苏联驻联合国代表雅科夫·馬利克会面，表示美国对朝鲜战争的停战意愿。
1952年5月14日至9月19日短暫擔任美國駐蘇聯大使，在其辦公室發現蘇聯贈送的木雕美國國徽內藏「金唇」竊聽器。10月在柏林發表將蘇聯和納粹德國比較的發言，被蘇聯宣布為不受歡迎的人並被明確列入拒絕入境名單而無法赴任。1961年至1963年擔任美國駐南斯拉夫大使。
凯南也在策划和实施马歇尔计划和逆進程的过程中起到了关键作用。
2005年3月17日在紐澤西州普林斯頓的家中去世，享壽101歲。